# Gallo-romani

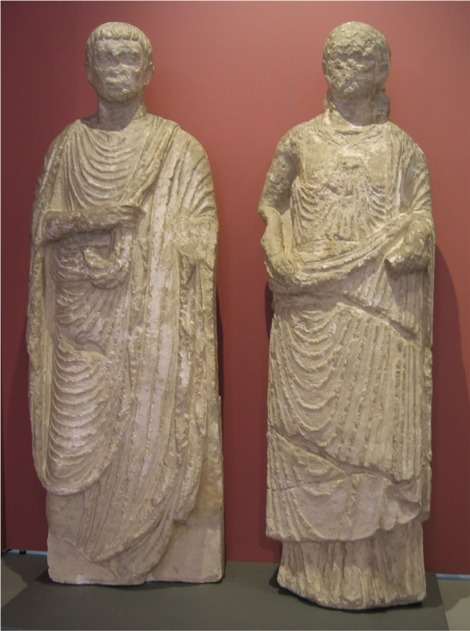
Figure gallo-romane trovate a Ingelheim am Rhein

Il termine gallo-romano descrive la cultura romanizzata della Gallia sotto il dominio dell'Impero romano. Il fenomeno fu caratterizzato dall'adozione da parte dei Galli della morale e dello stile di vita romani, in un contesto unicamente gallico. La ben studiata fusione di culture in Gallia offre agli storici un modello con il quale confrontare e contrapporre gli sviluppi paralleli della romanizzazione in altre province romane meno studiate.
L'interpretatio romana offriva nomi romani per le divinità galliche come il dio fabbro Gobannus. Delle divinità celtiche solo la patrona dei cavalli Epona entrò nelle culture delle altre provincie romanizzate, oltre i confini della Gallia. 
Le invasioni barbariche all'inizio del V secolo imposero alla cultura gallo-romana cambiamenti fondamentali nella politica, nella struttura economica, nell'organizzazione militare. L'insediamento gotico del 418 offrì una doppia lealtà, poiché l'autorità romana occidentale si disintegrò a Roma. 
Nel VII secolo, la cultura gallo-romana persistette in particolare nelle aree della Gallia Narbonense; sviluppandosi successivamente in Occitania, Gallia Cisalpina, Orleanese e, in misura minore, in Aquitania. Il nord della Gallia, un tempo romanizzato, una volta occupato dai Franchi, si sviluppò invece nella cultura merovingia. La vita romana, centrata sugli eventi pubblici e le responsabilità culturali della vita urbana nella res publica, la vita talvolta lussuosa del sistema autosufficiente delle ville rurali, impiegò più tempo a crollare nelle regioni gallo-romane, dove i Visigoti in gran parte ereditarono lo stato nel 418. La lingua gallo-romana persisteva nel nord-est nella Silva Carbonaria che costituiva un'efficace barriera culturale con i Franchi a nord e ad est, e nel nordovest alla bassa valle della Loira, dove la cultura gallo-romana si interfacciava con la cultura franca in una città come Tours e nella persona di quel vescovo gallo-romano di fronte ai reali merovingi, Gregorio di Tours. 
Basandosi sulla mutua intelligibilità, il linguista britannico David Dalby conta sette lingue discendenti dalla lingua gallo-romanza: vallone, francese, franco-provenzale, romancio, ladino, friulano e lombardo. Tuttavia, altre definizioni sono molto più ampie, comprendendo in vario modo le lingue retoromanze, le lingue occitano-romanze e gallo-italiche.

## I gallo-romani
Si definiscono gallo-romane quelle popolazioni galliche che assimilarono la lingua e cultura romana in seguito alla sua espansione, integrandosi perfettamente all'interno dell'imperium di Roma. In particolare, questo termine viene utilizzato (soprattutto in contesti relativi all'età tardoantica) per sottolineare la presenza di caratteri autonomi all'interno delle comunità romane di area gallica che avrebbero costituito il sostrato culturale sul quale si sarebbero poi innestati i cambiamenti provocati dall'arrivo dei popoli barbari e dalla costituzione del regno dei Franchi.

## Romanizzazione della Gallia
La romanizzazione iniziò intorno alla metà del I secolo a.C., quando la cultura gallica dell'età del ferro iniziò a interagire con la cultura romana. Il punto più alto di questo processo avvenne tra il primo triumvirato e il II secolo d.C. Ciò è dovuto in gran parte alle diverse campagne militari romane che culminarono nella vittoria finale dello stato romano; di particolare importanza furono le Guerre galliche combattute tra l'anno 58 a.C. e il 51 a.C., in cui Caio Giulio Cesare comandò abilmente le legioni annettendo l’intero territorio gallico e promuovendo attivamente la creazione di colonie militari e la romanizzazione degli insediamenti urbani. Molte delle misure sviluppate nel corso del primo triumvirato erano parte di una serie di politiche e spostamenti demografici, fondamentali per l'esportazione, l'imposizione e la negoziazione della cultura romana nei nuovi territori annessi. La politica romanizzatrice continuò sotto Augusto che attuò importanti politiche per la cooptazione delle élite regionali, l'espansione della cittadinanza, la riorganizzazione amministrativa e l'influenza della vita romana nelle città di diritto latino in Gallia; queste risultarono così efficaci che, forse, Ottaviano affermò che i territori gallici erano un'estensione dell'Italia.

### Pianificazione del territorio
La Gallia, prima della conquista romana, era popolata da una sessantina di tribù, di cui viene peraltro messa in discussione l'unità culturale. Il territorio era organizzato intorno a queste tribù che avevano tutte il proprio oppidum (piazza fortificata, costruita vicino alle materie prime o su strade commerciali). Questi oppidum erano centri commerciali, organizzati con piazze, mercati e fiere; i più grandi avevano anche funzioni politiche e amministrative.
La romanizzazione della Gallia portò ad un cambiamento nella pianificazione territoriale. Innanzitutto, le città galliche furono modificate secondo i codici architettonici romani e furono organizzate secondo il piano urbanistico ortogonale: il cardus e il decumanus, con il foro al centro. Circhi, teatri si moltiplicarono nelle città. Vent'anni dopo la conquista di Cesare, circa sessanta città erano ricostruite secondo il modello romano.
La campagna e il mondo rurale furono organizzati intorno alla villa, dove il lavoro e l'attività agricola erano la priorità. Queste ville, che sono veri e propri immobili rurali, comprendevano le case dei proprietari, la manodopera, così come gli edifici agricoli e le fabbriche artigianali.
Per quanto riguarda le strade, i romani non fecero altro che ristrutturare le strade galliche preesistenti; circa 90 000 km di strade collegavano le città alle ville, permettendo un importante sviluppo commerciale e una notevole velocità di movimento di merci, persone e soldati. 

### Scambi culturali
Oggi, il concetto di acculturazione della Gallia da parte dei Romani viene messo in discussione; più probabilmente, sarebbe un'assimilazione culturale tra due civiltà. I Galli adottarono l'architettura delle città romane (cardo e decumano) e la loro organizzazione spaziale, mentre i Romani usarono le conoscenze e le invenzioni galliche per sviluppare l'agricoltura e i loro mestieri. Tuttavia, vi erano ancora dei campi che non ebbero scambi culturali e tecnici: nonostante l'invenzione e la forte presenza di bottai gallici, i Romani continuarono ad utilizzare le anfore per il trasporto e il commercio di liquidi.

## Politica
La Gallia fu divisa dall'amministrazione romana in tre province e riorganizzata ulteriormente durante il III secolo sotto Diocleziano: due diocesi, Galliae e Viennensis, sotto la prefettura del pretorio delle Gallie. A livello locale, era composta da civitati che preservavano, in senso lato, i confini delle tribù galliche precedentemente indipendenti, organizzate in gran parte su strutture di villaggio, conservando alcune caratteristiche nelle formule civiche romane che si sovrapposero.

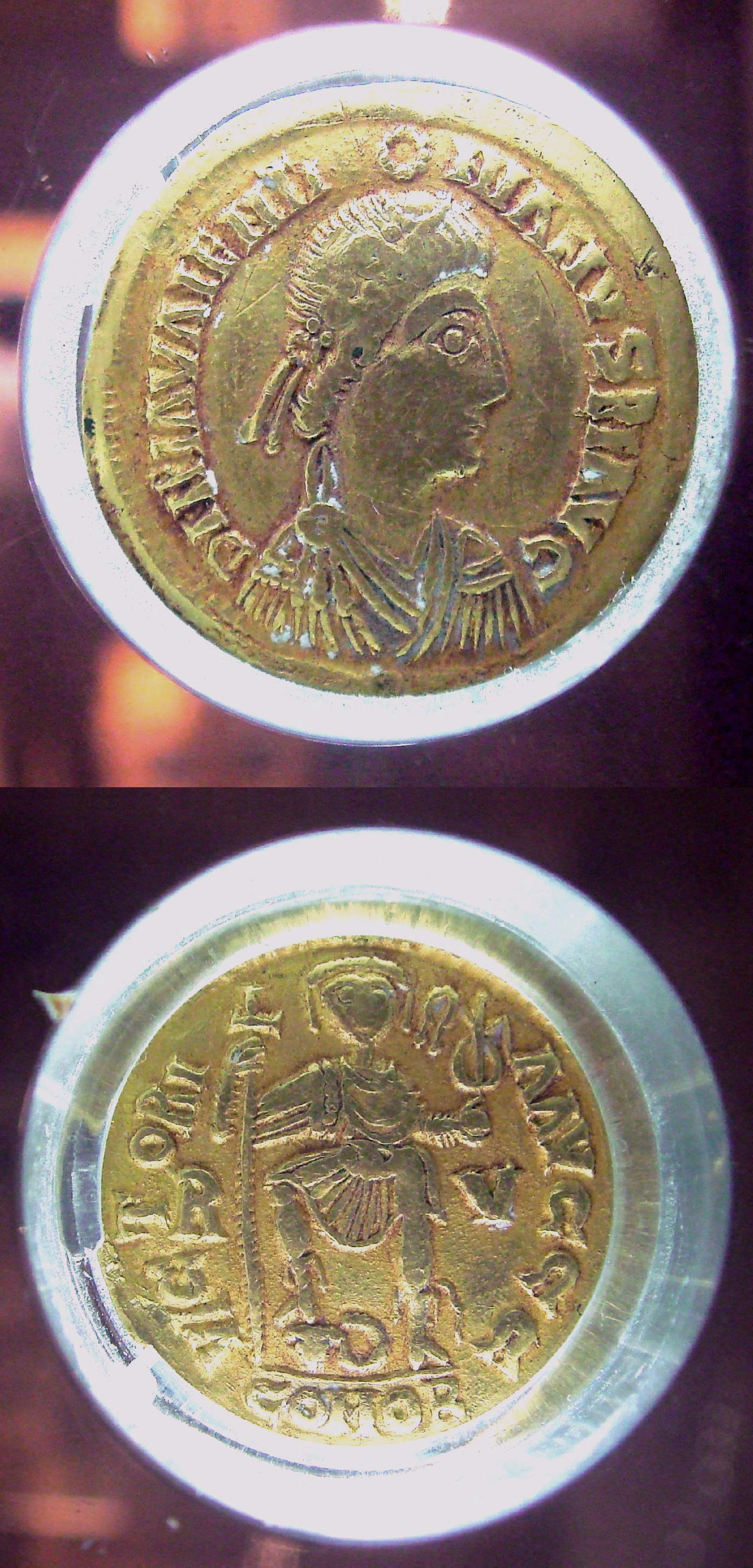
"Sou"della Gallia settentrionale, 440-450, 4240 mg. Hotel de la Monnaie.

Nel corso del periodo romano, una percentuale sempre maggiore di Galli ottenne la cittadinanza romana. Nel 212 la Constitutio Antoniniana estese la cittadinanza a tutti gli uomini nati liberi nell'impero. 

### Impero delle Gallie

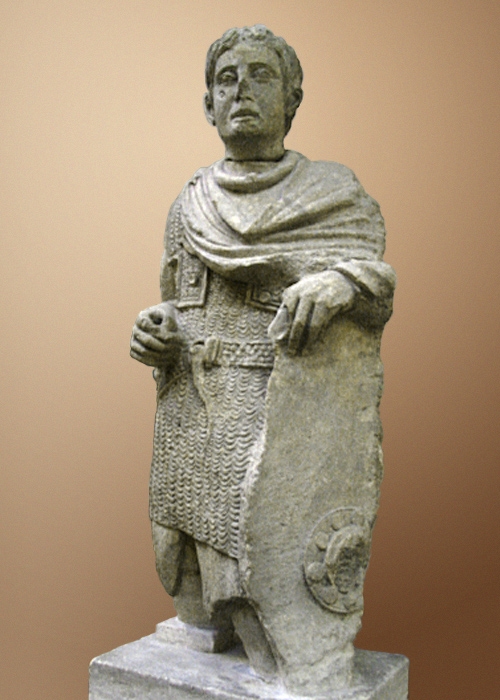
Un guerriero gallico vestito con lorica hamata romana (cotta di maglia) con sopra un mantello con indosso un torque al collo; ha anche uno scudo in stile celtico, sebbene le proporzioni del corpo e il realismo complessivo siano più in linea con l'arte classica e romana che con le raffigurazioni celtiche dei soldati.

Durante la crisi del terzo secolo, dal 260 al 274, la Gallia fu soggetta alle incursioni degli Alemanni durante le guerre civili. In reazione ai problemi locali i gallo-romani nominarono loro stessi imperatore Postumo. Il dominio su Gallia, Britannia e Hispania di Postumo e dei suoi successori è solitamente chiamato Impero delle Gallie, anche se in realtà furono solo un gruppo di usurpatori che controllavano la parte più occidentale dell'Impero romano e tentando di diventare imperatori. Le capitali dell'Impero delle Gallie furono Colonia e Treviri, successivamente quest'ultima fu spesso utilizzata come capitale settentrionale dell'Impero romano da molti imperatori. L'impero gallico terminò quando Aureliano sconfisse definitivamente Tetrico nella Battaglia di Chalons del 274.

## Religione
Le pratiche religiose pre-cristiane della Gallia romana erano caratterizzate dal sincretismo delle divinità greco-romane con le loro controparti native celtiche, basche o germaniche, molte delle quali avevano un significato strettamente locale. L'assimilazione fu facilitata dall'interpretazione degli dei indigeni in termini romani, come con Lenus Mars o Apollo Granno. Altre volte un dio romano poteva essere accoppiato con una dea indigena, come nel caso di Mercurio con Rosmerta. In almeno un caso - quello della dea equina Epona - anche una dea nativa della Gallia fu adottata dalla religione romana.
Le religioni orientali penetrarono presto nella Gallia, come i culti di Orfeo, Mitra, Cibele e Iside.
Il culto imperiale, incentrato principalmente sulla persona di Augusto, ebbe un ruolo di primo piano nella religione pubblica in Gallia, più marcatamente nella cerimonia pan-gallica che venerava Roma e Augusto nell'altare di Condat vicino Lugdunum, ogni anno il 1º agosto.

## Cristianesimo
Gregorio di Tours riportò la tradizione secondo la quale dopo la persecuzione sotto l’impero di Decio (250-51 dC), il futuro papa Felice inviò sette missionari per ristabilire le comunità cristiane distrutte, Gaziano a Tours, Trofimo ad Arles, Paolo a Narbona, Saturnino a Tolosa, Dionigi a Parigi, Marziale a Limoges e da Austremonio a Clermont. 
Nei secoli V e VI, le comunità cristiane gallo-romane erano ancora composte da chiese indipendenti in siti urbani, ciascuna governata da un vescovo; i cristiani sperimentarono interessi contrastanti tra prefetto civile e vescovo, anche se quest'ultimo operava in gran parte in armonia all'interno dell'amministrazione tardo-imperiale. Alcune delle comunità avevano origini precedenti alle persecuzioni del terzo secolo. Il carisma personale del vescovo ha impostato il tono sia per i pagani che per i cristiani, passando dalle istituzioni agli individui: la maggior parte dei vescovi gallo-romani provenivano dai più alti strati della società dato che erano diminuiti i percorsi civili di promozione (cursus honorum), essi si presentavano come baluardi di alti standard letterari e delle tradizioni romane contro gli invasori Vandali e Goti; altri vescovi attirarono i fedeli verso l'ascetismo radicale. I vescovi spesso assunsero funzioni di amministratore civile dopo la contrazione dell'amministrazione imperiale romana a causa delle invasioni barbariche del V secolo, contribuendo a finanziare progetti di costruzione e anche a fare da arbitri di giustizia nella comunità locale. I miracoli attribuiti a entrambi i tipi di vescovi, così come santi uomini e donne, attiravano la venerazione del culto, a volte molto presto dopo la loro morte; un gran numero di santi gallo-romani e merovingi venerati a livello locale sorsero nei secoli di transizione tra il 400 e il 750. L'identificazione dell'amministrazione diocesana con la comunità secolare, avvenuta durante il V secolo in Italia, può essere ben rintracciata nella cultura gallo-romana della Gallia della carriera di Cesario, vescovo e metropolita di Arles dal 503 al 543.

## Lingua

Le lingue gallo-romanze oggi, nella definizione più ampia del termine.

Prima della venuta romana, la maggior parte della Gallia parlava idiomi celtici, con considerevole variazione dialettale, oggi raggruppati nella lingua gallica. La regione sud-occidentale, che sarebbe poi diventata la Guascogna, parlava la lingua aquitana, che potrebbe essere stata la lingua madre del basco, mentre in alcune parti della costa vicino a Marsiglia si parlava ligure e vi erano con alcune colonie di lingua greca sulla costa mediterranea, in particolare Massalia. Nella zona nordorientale della Gallia Belgica, potrebbe esserci stata la presenza di lingue germaniche, sebbene ciò sia contestato. Nel tardo impero, vi fu l'insediamento in Gallia di alcune tribù che parlavano lingue germaniche o iraniche, come gli Alani.

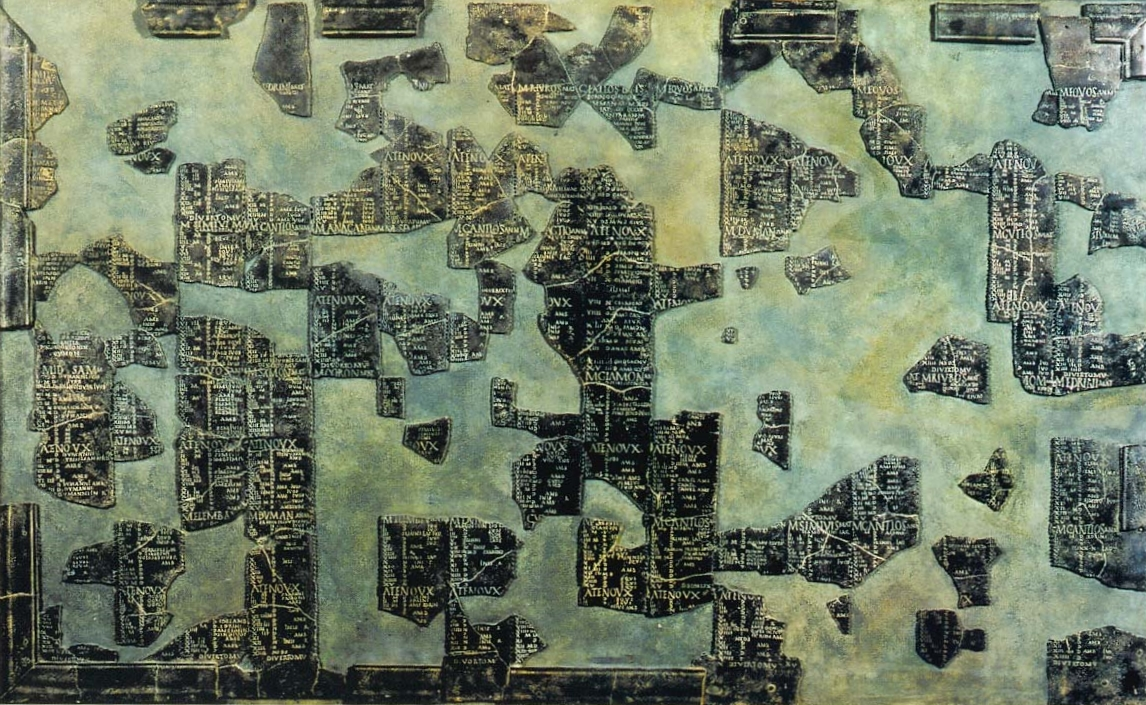
Panoramica della tavoletta riassemblata del calendario di Coligny, un calendario lunisolare creato nel 2 ° secolo con testo in gallico

Si pensa che la lingua gallica sia sopravvissuta fino al VI secolo in Francia, nonostante la considerevole romanizzazione della cultura materiale locale. L'ultima annotazione di gallico parlato ritenuto plausibilmente credibile fu quando Gregorio di Tours scrisse nel VI secolo (intorno al 560-575) che un santuario in Alvernia che "è chiamato Vasso Galatae in lingua gallica" fu distrutto e bruciato. Coesistendo con il latino, il gallico ha contribuito a modellare i dialetti volgari latini che si sono sviluppati nell'odierno francese, con effetti comprendenti prestiti e calchi (tra cui oui, la parola per "sì"), modifiche del suono, e influenze nella coniugazione e nell’ordine delle parole.
Il latino volgare nella regione della Gallia assunse dei caratteri spiccatamente locali, alcuni dei quali sono attestati in graffiti, che si sono evoluti nei dialetti gallo-romani che includono il francese e i suoi parenti più stretti.
L'influenza del substrato gallico può essere vista in alcuni graffiti che mostrano cambiamenti fonetici, corrispondenti a cambiamenti verificatesi in precedenza nelle lingue indigene. Il latino volgare nel nord della Gallia si è evoluto nelle lingua d'oïl e nel francoprovenzale, mentre i dialetti del sud si sono evoluti nelle moderne lingue occitane e catalane. Altre lingue considerate "gallo-romane" comprendono le lingue gallo-italiche e le lingue retoromanze.

## Arte gallo-romana

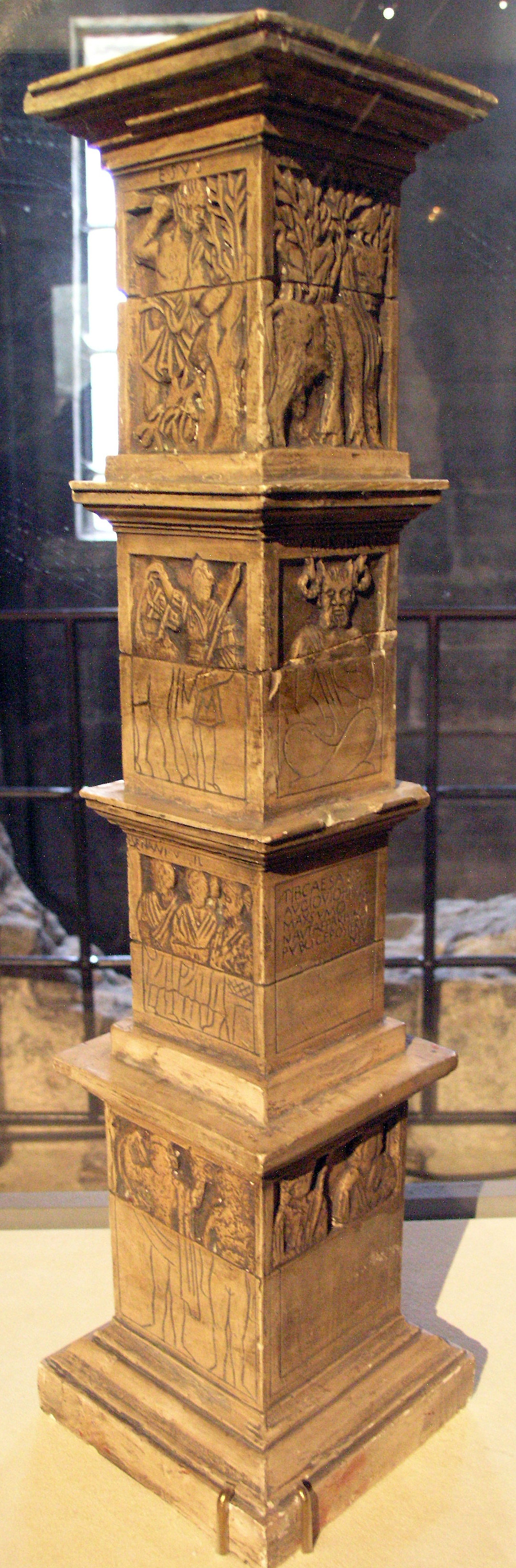
Modello che ricostruisce la colonna dei barcaioli nel Musée de Cluny, un esempio di sintesi tra arte celtica e romana

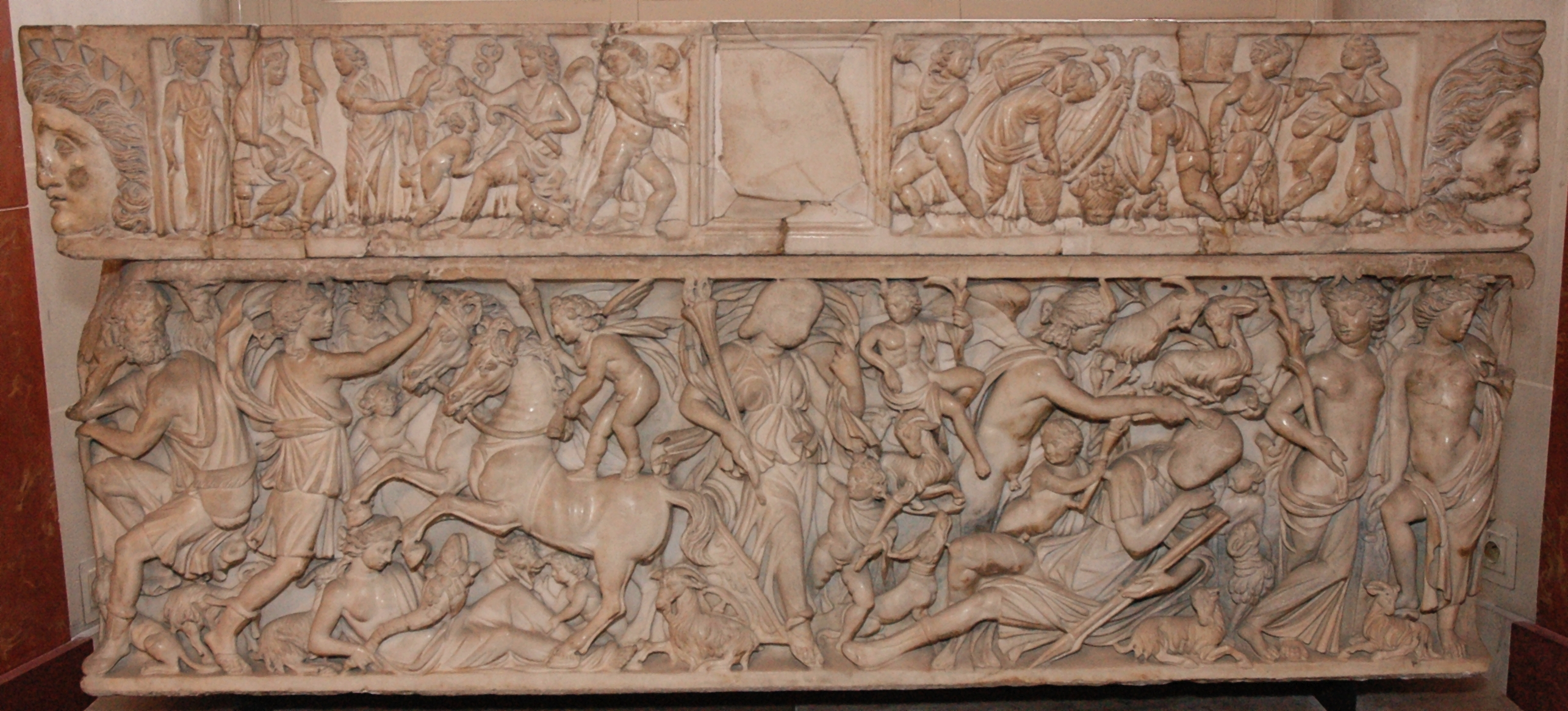
Il "sarcofago di Endimione", dell'inizio del terzo secolo, trovato nel 1806 a Saint-Médard-d'Eyrans, nella Gallia Aquitania durante il periodo romano (Louvre)

La cultura romana introdusse nella comunità gallica una nuova fase di scultura antropomorfizzata, sintetizzata con le tradizioni celtiche di raffinata lavorazione dei metalli, un ricco corpo di argento gallo-romano urbanizzato sviluppato, che gli sconvolgimenti del terzo e del quinto secolo motivavano nascondendosi in tesori, che hanno protetto alcuni pezzi di argento gallo-romano, dalle ville e dai luoghi dei templi, dalla distruzione universale dei metalli preziosi in circolazione. L'esposizione di argento gallo-romano ha evidenziato in particolare l'argento gallo-romano dai tesori trovati a Chaourse, Mâcon, Graincourt-lès-Havrincourt, Notre-Dame-d'Allençon e Rethel. 

## Siti gallo-romani
Le due Gallie più romanizzate furono unite in una rete di strade che collegavano le città: la Via Domizia (costruita nel 118 a.C.), che andava da Nîmes ai Pirenei dove si univa alla Via Augusta al Colle de Panissars, e la Via Aquitania che da Narbona arrivava all'Oceano Atlantico attraverso Tolosa a Bordeaux. La Via Scarponensis collegava Treviri a Lione attraverso Metz.

## Siti, restauri, musei

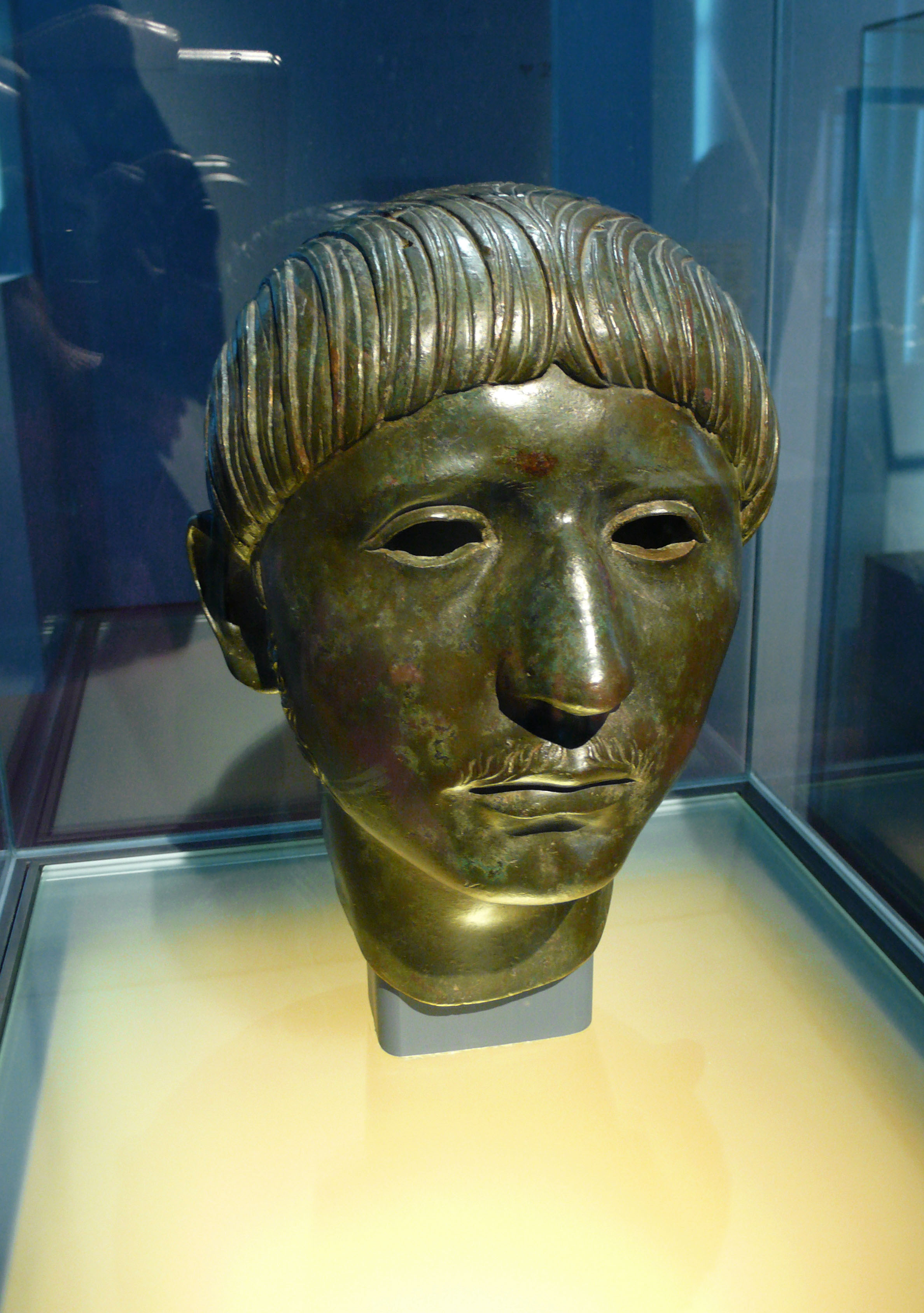
Busto di un gallo-romano, da Losanna, in Svizzera, circa 200 d.C.

A Périgueux, in Francia, una lussuosa villa romana chiamata Domus di Vesunna, costruita attorno a un cortile con giardino circondato da un peristilio a colonne arricchito da audaci affreschi tettonici, è stata adeguatamente protetta in una moderna struttura in vetro e acciaio, un bell'esempio di costruzione di un museo archeologico.
Lione, la capitale della Gallia romana, è ora sede del Museo gallo-romano, associato ai resti del Teatro e dell'Odeon della Lugdunum romana. Ai visitatori viene offerto un quadro chiaro della vita quotidiana, delle condizioni economiche, delle istituzioni, delle credenze, dei monumenti e delle realizzazioni artistiche dei primi quattro secoli dell'era cristiana. La "Tavola di Claudio" nel Museo trascrive un discorso pronunciato davanti al Senato dall'Imperatore Claudio nel 48, in cui chiede il diritto per i capi delle nazioni galliche di partecipare alla magistratura romana. Accolta la richiesta, i Galli decisero di incidere il discorso imperiale sul bronzo.
A Metz, un tempo importante città della Gallia, il Museo de la Cour d'Or mostra una ricca collezione di reperti gallo-romani e le vestigia delle terme gallo-romane, rivelate dalle opere di ampliamento dei musei negli anni '30.
A Martigny in Svizzera, presso la Fondation Pierre Gianadda, un moderno museo di arte e scultura condivide lo spazio con il Museo gallo-romano incentrato sulle fondamenta di un tempio celtico.
Altri siti includono:

### Città
- Arles - i resti comprendono gli Alyscamps, una grande necropoli romana.

- Autun
- Divodurum - i resti comprendono la Chiesa di San Pietro-aux-Nonnains e le terme.
- Glanum
- Narbona
- Nîmes - resti includono la Maison Carrée
- Orange
- Tongeren - Museo Gallo-Romano di Tongeren
- Vaison-la-Romaine
- Il museo gallo-romano

### Anfiteatri
- Anfiteatro delle Tre Gallie
- Arena di Nîmes
- Arena di Arles
- Arènes de Lutèce
- Anfiteatro romano di Saintes

### Acquedotti
- Pont du Gard
- Acquedotto di Barbegal